# Jean Todt

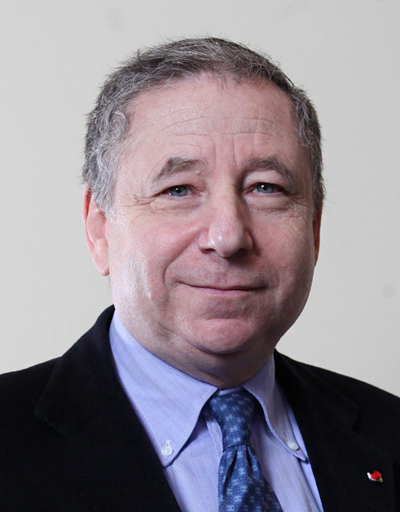
Jean Todt (2011)

Jean Todt (* 25. Februar 1946 in Pierrefort) ist ein ehemaliger französischer Automobilrennfahrer und ehemaliger Formel-1-Teamchef. Von Oktober 2006 bis März 2008 war er Geschäftsführer (CEO) von Ferrari und von Oktober 2009 bis Dezember 2021 Präsident des Welt-Automobilverbands FIA.

## Karriere

### Leben vor dem Motorsport
Jean Todt ist ein Sohn polnischer Einwanderer. Sein Vater war Arzt. Todt studierte an der EDC Paris Business School.

### Rallye
Todt begann seine Motorsportkarriere 1966 als Beifahrer in der Rallye-Weltmeisterschaft, ab 1969 auch international. Zunächst war er Beifahrer von Guy Chasseuil, bevor er versuchte, einige Rennen (allerdings erfolglos) selbst zu fahren. 1971 gewann er so die portugiesische Rallye. Er war von 1975 bis 1981 Vertreter der Rallyefahrer, bis 1993 der Hersteller innerhalb der Fédération Internationale du Sport Automobile (FISA). Nach seinem Rücktritt als Aktiver im Jahr 1981 wurde er Verantwortlicher für den Rennbereich des französischen Herstellers Peugeot. Dort gründete er das Talbot Sport Team. Unter seiner Führung dominierte das Team 1985 und 1986, insgesamt gewann er mit dem Team zwei Fahrertitel, zwei Konstrukteurstitel und erzielte vier Siege bei der Rallye Dakar. Nach dem Ende seiner Laufbahn 1990 wurde er Rennleiter seines Teams, das 1992 und 1993 die 24 Stunden von Le Mans gewann.

### Formel 1 bei Ferrari
In der Saison 1993 lehnte Peugeot einen Formel-1-Einstieg ab (der dann 1994 allerdings doch erfolgte, zunächst mit McLaren, später mit Jordan und Prost), und Jean Todt erhielt ein Angebot von Ferrari, Teamchef des damals erfolglosen Traditionsteams zu werden. Ab dem Großen Preis von Frankreich 1993 übernahm Todt die Leitung. Seine erste Amtshandlung war angeblich, den Teammitgliedern zu verbieten, während der Rennwochenenden Rotwein zu konsumieren.
Nachdem Michael Schumacher 1994 und 1995 für Benetton zweimal Formel-1-Weltmeister wurde, holte Todt ihn in die Scuderia, Ende 1996 Ross Brawn, zwei Jahre später kam auch der Benetton-Aerodynamiker Rory Byrne dazu. Die Formel-1-Weltmeisterschaft 1996, das erste Jahr mit Schumacher, verlief mit geringem Erfolg. Der amtierende Weltmeister erzielte nur drei Siege – in Barcelona, Spa-Francorchamps und Monza. Die Weltmeisterschaft entschied sich zwischen den Williams-Piloten Damon Hill und Jacques Villeneuve. Erst 1997 konnte Schumacher wieder um die Weltmeisterschaft kämpfen. Im letzten Rennen, dem Großen Preis von Europa in Jerez, gab es einen Unfall mit Villeneuve, woraufhin Schumacher von der Weltmeisterschaft disqualifiziert wurde und Villeneuve den Titel gewann. Auch 1998, als es zunächst nach einer Dominanz der McLaren-Mercedes aussah, konnte Ferrari nach einer Aufholjagd zur Saisonmitte um die Weltmeisterschaft kämpfen, allerdings verlor die Scuderia beim Großen Preis von Japan in Suzuka erneut sowohl den Fahrer- als auch den Konstrukteurstitel.
1999 wurde es anders: Obwohl Michael Schumacher beim Großen Preis von Großbritannien in Silverstone einen Beinbruch erlitt und für mehrere Rennen ausfiel, gewann Ferrari mit Eddie Irvine (der fast Weltmeister geworden wäre) und dem Finnen Mika Salo den Konstrukteurspokal.
Nachdem Michael Schumacher genesen war und mit dem Brasilianer Rubens Barrichello ein neuer Teamkollege ins Team kam, wendete sich das Blatt: Von 2000 bis 2004 gewann Ferrari insgesamt zehn Weltmeistertitel: fünf Fahrertitel für Michael Schumacher und weitere fünf Konstrukteurstitel. Während die Jahre 2001, 2002 und 2004 von einer Dominanz Ferraris geprägt waren, war das Ergebnis der Weltmeisterschaften 2000 und 2003 knapper. Jean Todt führte das italienische Traditionsteam durch die erfolgreichste Phase seiner Geschichte.
Im Jahr 2005 konnte Ferrari sich aber nur hinter Renault und McLaren-Mercedes platzieren. Mit Ausnahme eines Sieges beim umstrittenen US-Grand Prix in Indianapolis erreichte Ferrari lediglich einige zweite Plätze.
Im Jahr 2007 holte Todt mit Kimi Räikkönen wieder die Fahrerweltmeisterschaft und die Konstrukteursweltmeisterschaft für Ferrari. 2008 gab er sein Amt als Teamchef der Scuderia an Stefano Domenicali ab.

### Nach der Formel 1
Von Oktober 2009 bis Dezember 2021 war Todt als Nachfolger von Max Mosley Präsident der FIA. Er setzte sich bei seiner Kandidatur mit einer deutlichen Mehrheit gegen Ari Vatanen durch und erhielt 135 Stimmen, Vatanen nur 49 (bei zwölf Enthaltungen). 2013 und 2017 wurde er jeweils ohne Gegenkandidaten wiedergewählt. Im Dezember 2021 übernahm Mohammed bin Sulayem seine Position als Präsident der FIA.
Seit dem 29. April 2015 ist Todt UN-Sondergesandter für Straßenverkehrssicherheit.

## Privates

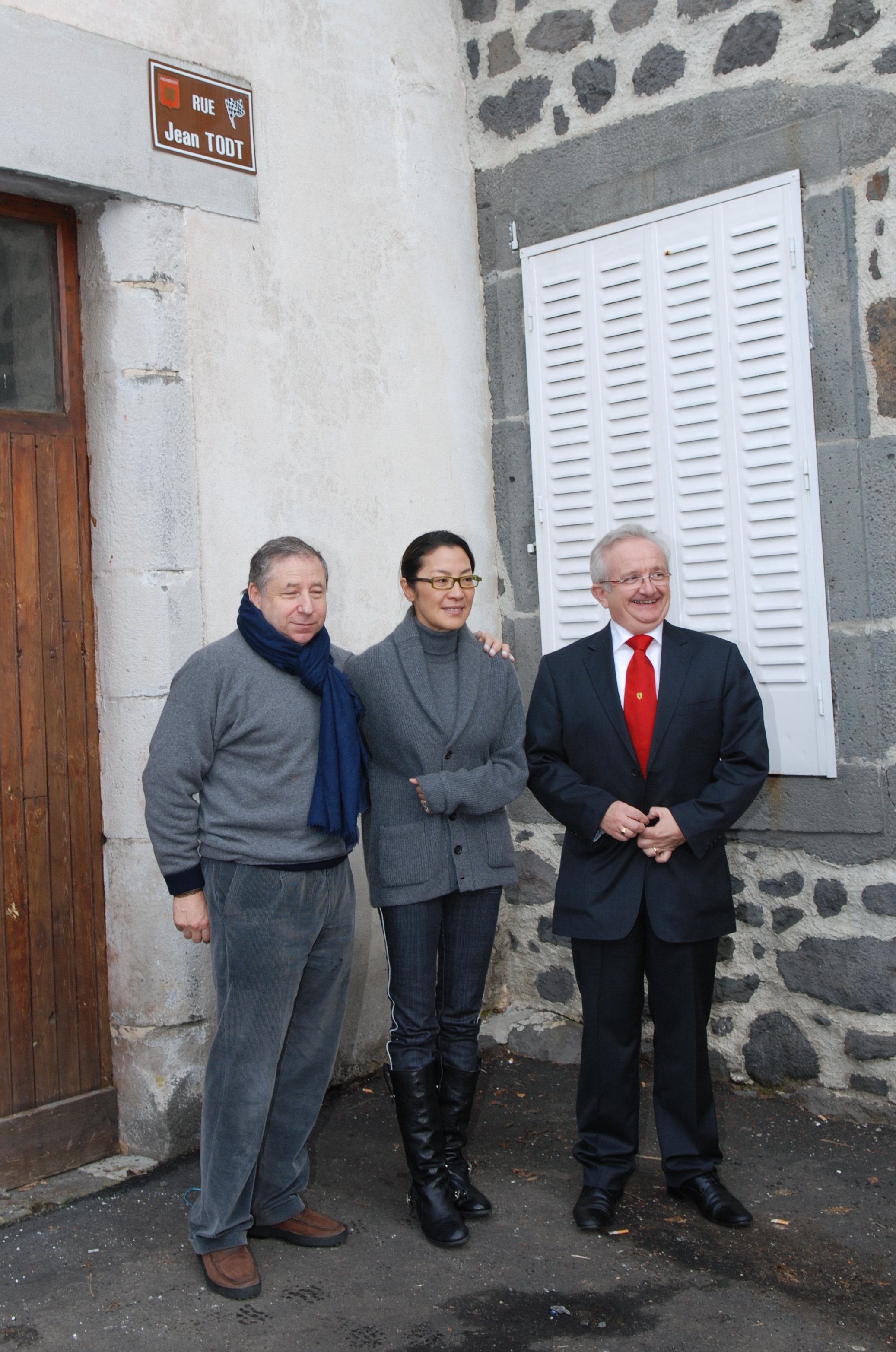
Jean Todt (links), Michelle Yeoh (Mitte) und der Bürgermeister von Pierrefort (rechts) vor Haus Nummer 15 in der Rue Jean Todt

Jean Todt ist mit der malaiisch-chinesischen Schauspielerin Michelle Yeoh seit dem 27. Juli 2023 verheiratet.
Sein Sohn Nicolas Todt aus erster Ehe ist ebenfalls im Motorsport tätig. Er ist unter anderem der Manager von Charles Leclerc, der für das Ferrari-Team fährt.
Im Jahr 2008 war Jean Todt im Film Asterix bei den Olympischen Spielen unter anderem neben Michael Schumacher zu sehen.